# Stazione di Scilla
La stazione di Scilla è una fermata ferroviaria posta sulla linea Battipaglia-Reggio Calabria. Serve il centro abitato di Scilla.

## Storia
La stazione fu attivata il 28 dicembre 1885, contestualmente all'apertura del tratto di linea ferroviaria tra Villa San Giovanni e Scilla. Questo evento fu un passo significativo nella costruzione della Ferrovia Tirrenica Meridionale, una delle principali arterie ferroviarie del Sud Italia.

## Strutture e impianti
La stazione dispone di 2 binari per il servizio viaggiatori. Sono presenti quadri orario (cartacei e/o digitali) e sistemi di diffusione sonora per gli annunci sui treni. RFI si sta muovendo verso sistemi di informazione al pubblico sonori e visivi anche nelle stazioni minori.
La stazione è inoltre dotata di un sotto passaggio per passare da un binario all'altro.

## Movimento
La stazione è servita dai treni del servizio ferroviario suburbano di Reggio Calabria e dai regionali operanti sulla relazione Reggio Calabria-Cosenza. È servita inoltre dall'InterCity Notte Reggio Calabria-Torino e vv.

## Galleria d'immagini

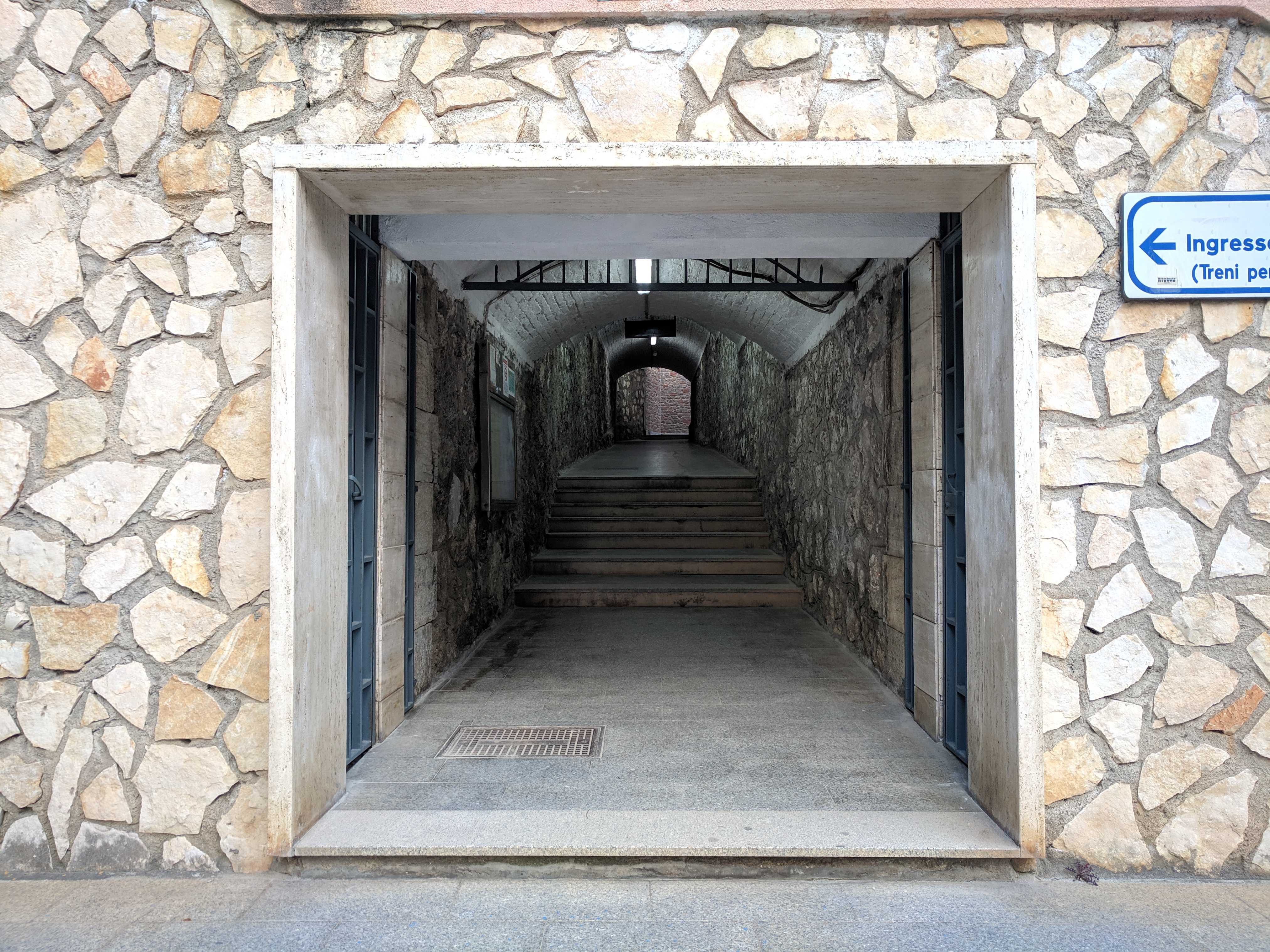
Sottopassaggio binario 2
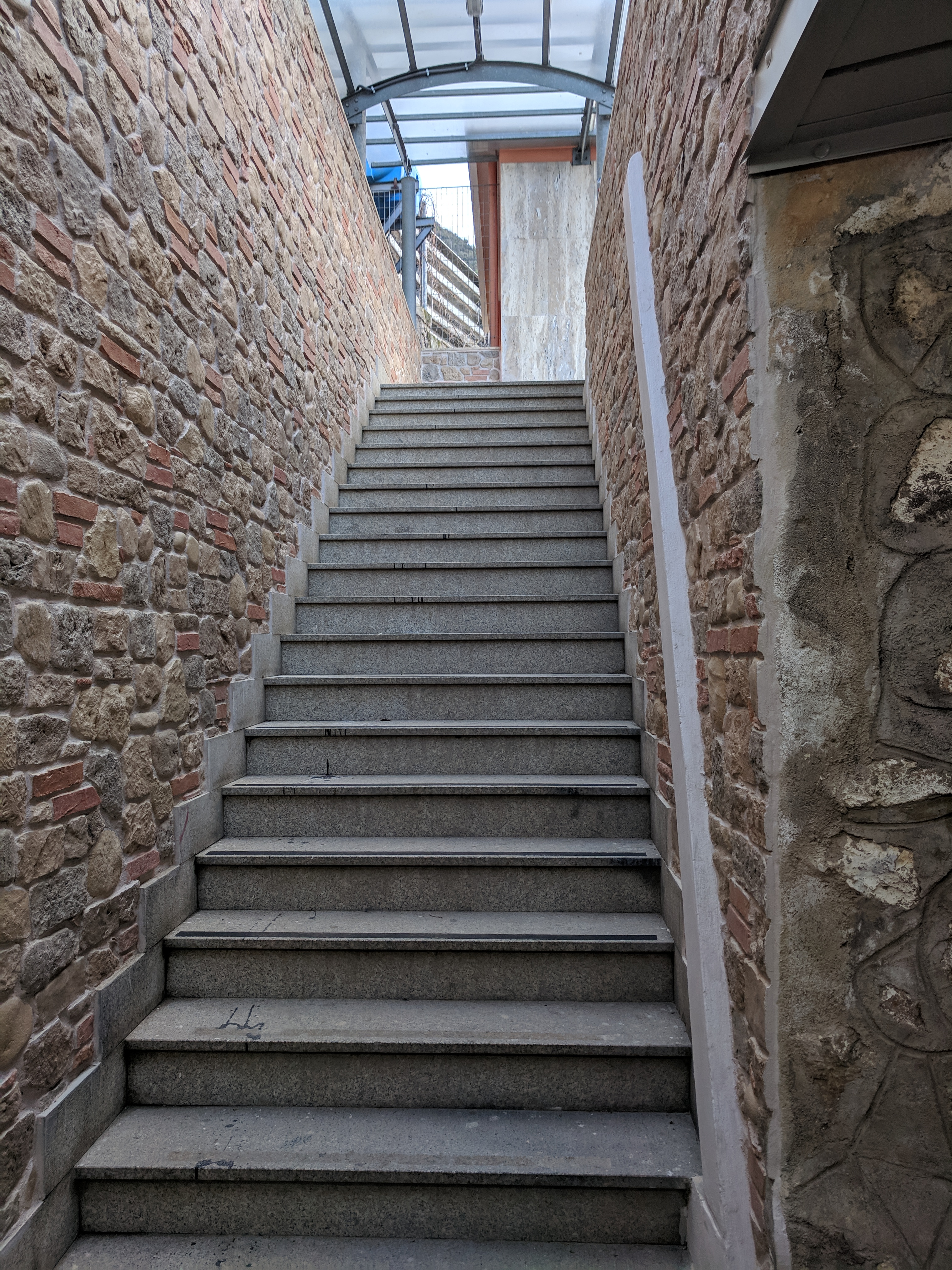
Scale uscita sottopassaggio
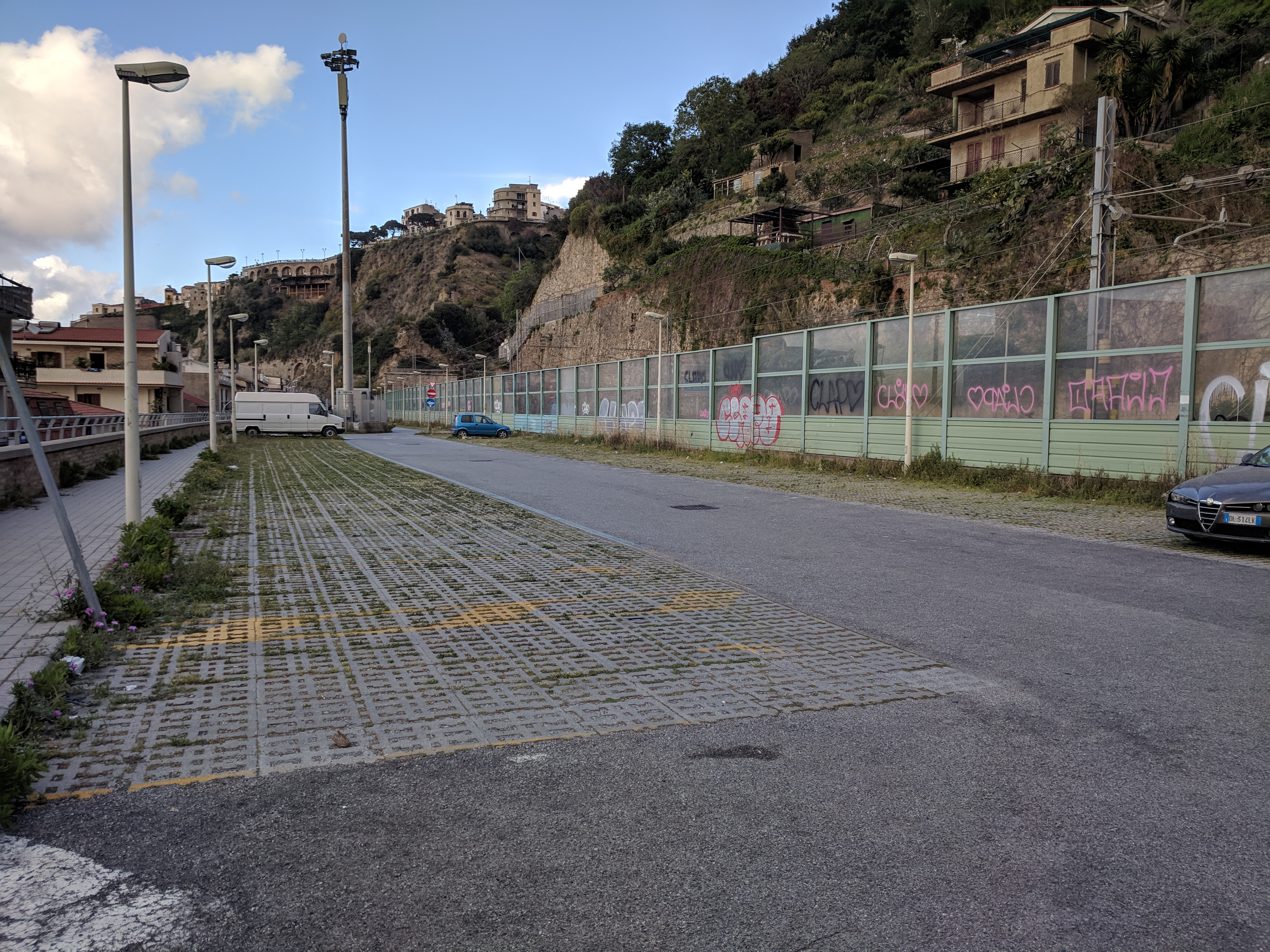
Parcheggio esterno